# Sverrir Gudnason
Sverrir Gudnason (islandais : Sverrir Páll Guðnason), né le 12 septembre 1978 à Lund, est un acteur suédois d'origine islandaise.
Il est surtout connu hors de Suède pour son rôle dans la deuxième série des films Wallander : Enquêtes criminelles mais aussi pour le rôle de Björn Borg dans le film Borg McEnroe.

## Biographie
Sverrir Gudnason est né en Suède alors que ses parents, Islandais, y poursuivaient leurs études. La famille retourne ensuite à Reykjavik. Enfant, il monte avec ses camarades de classe des pièces de théâtre, dans lesquelles il interprète un directeur d'école. C'est ainsi qu'il est découvert par un employé du théâtre de la ville de Reykjavik, avant de passer une audition et d'obtenir à l'âge de dix ans le rôle principal dans la pièce Lumière du Monde d'Halldór Laxness, qui tient l'affiche pendant presque un an.

### Vie privée
Il est le père de deux filles, Salka Sverrisdóttir Uggla et Sísí Sverrisdóttir Uggla. Son grand-père maternel a occupé plusieurs postes ministériels dans le gouvernement islandais. Depuis 2008, son père Guðni A. Jóhannesson est directeur de l'agence islandaise pour l'énergie,.

## Carrière
Lorsqu'en 1990 son père est nommé professeur à l'institut royal de technologie de Stockholm, sa famille revient en Suède et s'installe à Tyresö dans la banlieue de la capitale. Ne parlant tout d'abord pas suédois, il doit remiser au placard ses ambitions théâtrales pendant quelques années, puis rejoint la filière « théâtre » du lycée de Kungsholmen et obtient quelques rôles à la télévision.
Il enchaine ensuite productions télévisées et cinématographiques, interprétant notamment le rôle du jeune policier Pontus dans la deuxième série de Wallander : Enquêtes criminelles - un total de douze films inspirés du personnage créé par Henning Mankell. En 2009, il reçoit le prix du meilleur acteur au Festival international du film de Shanghai pour son rôle dans le film suédo-danois Original. Il est aussi actif sur scène : on le voit en 2008 au théâtre de la ville de Göteborg dans la pièce Storstadsljus (anglais : The Lights de Howard Korder), et en 2011 dans l'adaptation scénique des Parapluies de Cherbourg au théâtre de la ville de Stockholm.
En janvier 2012, il est l'un des huit intervenants dans la série documentaire Dom kallar oss skådisar à la télévision suédoise. Il y explique que son désir de devenir comédien est né lorsque, en parallèle à son rôle d'enfant-acteur à Reykjavik, il découvrit le film Pelle le Conquérant de Bille August. Le documentaire inclut également des scènes du tournage du film The Passion of Marie, tiré de la vie de l'artiste danoise Marie Krøyer, dans lequel Sverrir Gudnason interprète le rôle de Hugo Alfvén.
En janvier 2014, il remporte le Guldbagge du meilleur acteur dans un second rôle pour sa performance dans le film Valse pour Monica de Per Fly. L'année suivante, il reçoit le Guldbagge Award du meilleur acteur pour son rôle dans le film Flugparken.

## Filmographie

### Cinéma
- 2001 : Familjehemligheter de Kjell-Åke Andersson : Bengan
- 2001 : Festival de Karl-Johan Larsson : Lukas
- 2002 : Suxxess de Peter Schildt
- 2003 : Köftbögen de Johan Melin
- 2003 : Sprickorna i muren de Jimmy Karlsson : Jonny
- 2004 : 6 points d'Anette Winblad : Marcus
- 2004 : Fröken Sverige de Tova Magnusson-Norling : Conny
- 2005 : Den utvalde de Martin Söder et Eric Donell : Anders
- 2006 : Min frus förste älskare de Hans Åke Gabrielsson : Jonas
- 2009 : Original d'Alexander Brøndsted et Antonio Tublén : Henry
- 2011 : Hur många lingon finns det i världen de Lena Koppel : Alex
- 2012 : Call Girl de Mikael Marcimain : Krister
- 2012 : Mörkt vatten de Rafael Edholm : Daniel
- 2012 : The Passion of Marie de Bille August : Hugo Alfvén
- 2013 : Valse pour Monica (Monica Z) de Per Fly : Sture Åkerberg
- 2013 : Små citroner gula de Teresa Fabik : David Kummel
- 2014 : Min så kallade pappa d'Ulf Malmros : Frank
- 2014 : Gentlemen de Mikael Marcimain : Leo
- 2014 : Flugparken de Jens Östberg : Kille
- 2015 : The Circle de Levan Akin : Max Rosenqvist
- 2017 : Borg McEnroe de Janus Metz Pedersen : Björn Borg
- 2018 : Millénium : Ce qui ne me tue pas (The Girl in the Spider's Web) de Fede Alvarez : Mikael Blomkvist
- 2020 : Charter d'Amanda Kernell : Mattias
- 2020 : The Book of Vision de Carlo Hintermann : Dr Nils Lindgren
- 2021 : Falling de Viggo Mortensen : Willis jeune
- 2021 : Omerta 6/12 d'Aku Louhimies : Vasa Jankovic
- 2025 : Ástin sem eftir er de Hlynur Pálmason : Magnús

### Télévision

#### Séries télévisées
- 1996 - 1997 : Sexton : Jonas
- 2002 : Stora teatern : Oliver
- 2003 : Cleo : Jonas
- 2005 : Lasermannen : Ralf
- 2005 : Kommissionen : Hampus
- 2007 : Upp till kamp : Tommy Berglund
- 2008 : Kungamordet : Rasmus Hamberg
- 2009 : 183 dagar : Danny
- 2009 : Hotell Kantarell : Spiken
- 2009 - 2010 : Wallander : Enquêtes criminelles (Wallander) : Pontus
- 2010 - 2011 : Drottningoffret : Rasmus Hamberg
- 2015 : Badehotellet : Ernst Bremer
- 2016 : Gentlemen & Gangsters : Leo Morgan
- 2019 - 2020 : Älska mig : Peter

#### Téléfilm
- 2000 : Jesus lever de Bengt Johansen : Felix Eriksson

## Distinctions

### Récompenses
- Festival international du film de Shanghai 2009 : meilleur acteur pour Original
- Festival international du film de Thessalonique 2014 : meilleur acteur pour Flugparken
- Guldbagge Awards 2014 : meilleur acteur dans un second rôle pour Valse pour Monica
- Guldbagge Awards 2015 : meilleur acteur pour Flugparken

### Nomination
- Guldbagge Awards 2015 : meilleur acteur dans un second rôle pour Gentlemen